# Järnholmen, Utö

Järnholmen är en ö i Ornö socken, Haninge kommun, mellan Ornö och Utö.
1826 inrättades en lotsstation för lotsning genom Järnholmssund fram till Dalarö. Stationen avvecklades i slutet av 1800-talet men husgrunderna syns ännu på ön. Under en tid fanns här även en krog.